# ديكي فلاورز
ديكي فلاورز (بالإنجليزية: Dickie Flowers)‏ هو لاعب كرة قاعدة أمريكي، ولد في 1850 في فيلادلفيا في الولايات المتحدة، وتوفي بنفس المكان في 6 أكتوبر 1892.

## وصلات خارجية
- ديكي فلاورز على موقعبيزبول رفرنس.كوم (الدوري الرئيسي) (الإنجليزية)